# Ростани (Белозерский район)
Ростани — деревня в Белозерском районе Вологодской области.
Входит в состав Антушевского сельского поселения, с точки зрения административно-территориального деления — в Антушевский сельсовет.
Расстояние по автодороге до районного центра Белозерска составляет 13 км, до центра муниципального образования села Антушево — 3 км. Ближайшие населённые пункты — Антушево, Зорино, Чулково.
Население по данным переписи 2002 года — 45 человек (22 мужчины, 23 женщины). Всё население — русские.